# Omphalotropis suteri
Omphalotropis suteri é uma espécie de gastrópode  da família Assimineidae.
É endémica de Ilha Norfolk.